# Анна Беата Богдзєвич
Анна Беата Богдзєвич (пол. Anna Beata Bohdziewicz; нар. 1950, Лодзь) — польська фотографка, публіцистка та кураторка виставок. Заслужена діячка культури Польщі.

## Життєпис
Анна Беата Богдзєвич народилася 1950 року в місті Лодзь. Спочатку вивчала археологію, через пів року змінила спеціальність на етнографію у Варшавському університеті, який закінчила у 1974 році. У 1974-1980 роках працювала у кінокомпанії як асистентка та друга режисерка на знімальному майданчику разом з Валеріаном Боровчиком, Кшиштофом Кесльовським, Філіпом Байоном, Анджеєм Тшосом-Раставецьким та іншими.
У 1981 році брала участь у діяльності Мазовецького регіону профспілки «Солідарність». У 1983-1989 роках співпрацювала з підпільною пресою. Була активною учасницею «церковних виставок», організованих у Варшаві Янушем Богуцьким та Антоніною Смоляж.
З 1990-х років готувала репортажі, зокрема, для таких видань, як: «Тиґоднік Повшехний», «Газета Виборча», «Індепендент», «Зесити Літерацькє», «Контексти», а також для онлайн-журналу фотографії «Фототапета». Протягом року працювала фоторедакторкою у «Газеті Виборчій». Працює фотографкою-фрилансеркою.
З 1982 року веде «Фотощоденник», який зараз налічує близько 6 000 сторінок і є записом новітньої історії Польщі та приватного життя авторки. Особисті підписи під фотографіями надають йому додаткової цінності. З 1997 року працює над серією під назвою «Антилистівка з...», яка була реалізована, зокрема, у Варшаві, Берліні, Каннах, Єрусалимі, Пекіні.

## Сім'я
- Бабуся — Валентина Медведєва (акторка, росіянка)
- Дідусь — Пйотр Демковський (дипломований майор піхоти Війська Польського, учасник війни проти більшовиків, засуджений до смертної кари, розстріляний у 1931 році за шпигунську діяльність на користь СРСР)
- Батько — Антоній Богдзєвич (режисер, професор)
- Матір — Аріадна Демковська (кіносценаристка)

## Нагороди
Лауреатка багатьох нагород, серед яких:
- Нагорода Художньої ради Спілки польських художників-фотографів за найкращий дебют (1985)
- Нагорода молодих художників ім. Станіслава Виспянського (1985)
- Нагорода Незалежної асоціації польських журналістів (1987)
- Нагорода «За заслуги в галузі культури» (1998)
- Офіцерський хрест ордена Відродження Польщі за заслуги у сфері незалежної фотографії (2007)
- Медаль «10 років Інституту національної пам'яті» (2010)